# توني ماكدونل
توني ماكدونل (بالإنجليزية: Tony McDonnell)‏ (10 فبراير 1976 في جمهورية أيرلندا - ) هو لاعب كرة قدم أيرلندي في مركز الدفاع. لعب مع نادي كلية جامعة دبلن.